# Aleksandr Serafimóvitx
Aleksandr Serafimóvitx   (Nizhne Kurmoyarskaya, 7 de gener de 1863 (Julià) - Moscou, 19 de gener de 1949)nom complet amb patronímic, Aleksandr Serafímovitx Serafimóvitx, rus: Алекса́ндр Серафи́мович Серафимо́вич (nom real Aleksandr Serafímovitx Popov, rus: Алекса́ндр Серафи́мович Попо́в), fou un escriptor rus i  soviètic. Va ser guardonat amb el Premi Stalin en 1943. Fou membre del Partit Comunista Rus (bolxevic) des de 1918.

## Biografia

### Primers anys
Serafimóvitx va néixer en un poble de cosacs al riu Don. El seu pare era tresorer en un regiment de cosacs. Va assistir a una escola primària, i després va estudiar a la Facultat de Física i Matemàtiques de la Universitat Estatal de Sant Petersburg. Durant el seu temps a la Universitat es va fer amic d'Aleksandr Uliànov, el germà gran de Lenin. Per la seva participació en el moviment revolucionari (juntament amb A. I. Uliànov) i en relació amb l'intent d'assassinat d'Alexandre III, Popov va ser detingut i deportat a la gubèrnia d'Arkhànguelsk. Durant la seva estada a Pínega escriuria el seu primer conte, "Sobre el glaç", publicat sota el pseudònim Serafimóvitx al diari Rúskie Vedomosti, rus: Русские ведомости ("Gaseta de Rússia") en 1889. Quan va acabar la seva deportació, Serafimóvitx va viure al Don sota vigilància policial, i va continuar la seva carrera literària.

### Carrera professional
Va començar a escriure històries el 1889. Les seves obres d'aquest període mostraven la vida dura i les condicions laborals dels camperols. Durant la Revolució Russa de 1905, va continuar descrivint el tractament brutal i injust dels camperols sota el govern tsarista, i va començar a escriure històries d'homes i dones revolucionàries i les seves activitats.
Durant la Primera Guerra Mundial, Serafimóvitx va ser corresponsal de guerra de la "Gaseta de Rússia".
Al començament de la Revolució Russa de 1917 es va unir als bolxevics, i es va convertir en membre del PCUS. En 1918 va dirigir el departament literari del diari Izvéstia.
La seva obra més coneguda d'aquesta època és la novel·la El diluvi de ferro, rus: Железный поток Jelezni potok (1924), creada durant la Guerra Civil Russa i basada en un fet real d'una unitat de l'Exèrcit Roig que va escapar del setge a què era sotmesa pels enemics blancs. També va escriure una adaptació teatral d'El diluvi de ferro, que va ser produïda per Nikolai Okhlópkov al teatre realista de Moscou i va ser objecte de diverses idees de filmació per Serguei Eisenstein.Després d'El diluvi de ferro, va publicar contes, dibuixos i obres sobre la construcció de l'Estat soviètic i el creixement de la cultura soviètica.
Des de novembre de 1926 a l'agost de 1929, va ser el cap de redacció de la revista Oktiabr. Fou delegat al 16è Congrés del PCUS. En 1934 fou seleccionat com a membre del Presídium de la Unió d'Escriptors Soviètics.
Va morir a Moscou el 1949.La seva tomba es troba al cementiri de Novodévitxi de la capital russa.
El fill de Serafimóvitx - Anatoli - va morir durant la Guerra Civil.

### Llegat
Les obres de Serafimóvitx van ser elogiades per molts dels seus col·legues escriptors. Maksim Gorki apreciava sobretot el seu talent, i el va presentar al grup Sreda a Moscou i va publicar les seves obres a les col·leccions Znanie. A Lev Tolstoi li agradava la seva novel·la curta Sorres, rus: Пески Peski.
El Premi Nobel Mikhaïl Xólokhov va dir d'ell:
"Serafimóvitx era un gran home, un veritable artista les històries són properes i estimades per nosaltres; ell era un d'aquesta generació d'escriptors de la qual vam aprendre en la nostra joventut."
Vladímir Korolenko va dir de la primera història de Serafimóvitx, Sobre el glaç, rus: На льдине Na ldine (1889): 
 "Llenguatge esplèndid, ple d'imatges, concís i de gran abast, descripcions brillants i lúcides."
En 1933, el poble d'Ust-Medveditskaia fou reanomenat com a Serafimóvitx en honor de l'escriptor, que hi va viure durant un temps. La casa que va pertànyer a l'escriptor és ara un museu en memòria seva.